# Odřepsy
Odřepsy (en allemand : Odreps) est une commune du district de Nymburk, dans la région de Bohême-Centrale, en République tchèque. Sa population s'élevait à 320 habitants en 2020.

## Géographie
Odřepsy se trouve à 5 km à l'est du centre de Poděbrady, à 12 km à l'est-sud-est de Nymburk et à 55 km à l'est-nord-est de Prague.
La commune est limitée par Okřínek, Vlkov pod Oškobrhem et Kolaje au nord, par Dobšice à l'est, par Opolany et Libice nad Cidlinou au sud, et par Choťánky et Pátek à l'ouest.

## Histoire
La première mention écrite de la localité date de 1227.